# جان بول سانت لوران
جان بول سانت لوران هو سياسي كندي، ولد في 23 أبريل 1912 في مدينة كيبك في كندا، وتوفي في 22 ديسمبر 1986. حزبياً، نشط في الحزب الليبرالي الكندي. وقد انتخب عضو مجلس العموم الكندي.